# 5794 Irmina
5794 Irmina (1976 SW3) là một tiểu hành tinh vành đai chính được phát hiện ngày 24 tháng 9 năm 1976 bởi Nikolai Stepanovich Chernykh ở Nauchnyj.